# 哈茨維爾 (印地安納州)
哈茨維爾（英語：Hartsville）是位於美國印地安納州巴塞洛繆縣的一個城鎮。

## 地理
哈茨維爾的座標為39°16′01″N 85°41′55″W / 39.2669°N 85.6986°W，而該地最高點為海拔高度232米（即761英尺）。

## 人口
根據2010年美國人口普查的數據，哈茨維爾的面積為0.68平方千米，皆為陸域。當地共有人口362人，而人口密度為每平方千米532人。